# Marian Ejma-Multański
Marian Franciszek Ejma-Multański (ur. 25 listopada 1932 w Ślesinie, zm. 13 kwietnia 2024) – polski dyplomata, ambasador w Socjalistycznej Republice Wietnamu (1985–1989) i Laosie (1991–1996).

## Życiorys
W 1956 ukończył studia w Wydziale Dyplomatyczno-Konsularnym Szkoły Głównej Służby Zagranicznej, po czym podjął pracę w Ministerstwie Spraw Zagranicznych. Był m.in. attaché w Ambasadzie PRL w Rabacie (1959–1963), konsulem we Francji (1966–1970), I sekretarzem Ambasady PRL w Grecji (1977–1982). W 1985 objął obowiązki ambasadora nadzwyczajnego i pełnomocnego w Socjalistycznej Republice Wietnamu (do 1989). W latach 1989–1991 był naczelnikiem wydziału w Departamencie Europy MSZ, zaś od 28 maja 1991 do 1996 ambasadorem w Laosie.
Był członkiem Polskiego Komitetu ds. UNESCO. Pełnił obowiązki prezesa spółdzielni mieszkaniowej Placówka 2 w Warszawie.
Odznaczony Krzyżem Kawalerskim Orderu Odrodzenia Polski, Złotym Krzyżem Zasługi, Srebrną Odznaką im. Janka Krasickiego oraz wietnamskim Orderem Przyjaźni (1989).